# Gamasomorpha australis
Gamasomorpha australis är en spindelart som beskrevs av Hewitt 1915. Gamasomorpha australis ingår i släktet Gamasomorpha och familjen dansspindlar. Inga underarter finns listade i Catalogue of Life.